# GMSS
GMSS ist ein digitales Signaturverfahren, das 2007 von Johannes Buchmann, Erik Dahmen, Elena Klintsevich, Katsuyuki Okeya und Camille Vuillaume an der TU Darmstadt entwickelt wurde. Es baut auf der Merkle-Signatur auf und gilt als quantensicher (d. h., es widersteht Angriffen mit Quantenrechnern).
Wie beim ursprünglichen Merkle-Verfahren, kann man auch bei GMSS mit einem Schlüssel nur eine begrenzte Zahl von Signaturen (z. B. {\displaystyle 2^{40}}) erstellen. Die Länge des Privatschlüssels ist gegenüber Merkle um mehrere Größenordnungen reduziert, ebenso die Schlüsselerzeugungsdauer.
GMSS erlaubt es außerdem, die Privatschlüssel- und Signaturlänge auf Kosten des Zeitbedarfs zu minimieren oder umgekehrt.
Es lässt sich beweisen, dass die Sicherheit von GMSS einzig auf der gewählten Hashfunktion (z. B. SHA-256) beruht.
Ähnlich wie beim ebenfalls quantensicheren NTRUSign dauert auch bei GMSS die Schlüsselerzeugung um Größenordnungen länger als die Signaturerzeugung und -prüfung. Eine weitere Gemeinsamkeit stellt die relativ große Privatschlüssellänge (unter Umständen viele kB) dar; öffentliche Schlüssel sind bei GMSS jedoch genauso lang wie die zugrundeliegende Streuwertfunktion, also sehr kurz.